# Unidos de Três Corações
O Grêmio Recreativo Escola de Samba Unidos de Três Corações  é uma escola de samba de Nova Iguaçu. Conhecida popularmente como "Portelinha", é localizada no bairro de Três Corações, próximo à Cobrex e ao Bairro Botafogo.

## História
No carnaval 2008, obteve o vice-campeonato do segundo grupo.
Em 2009, foi a primeira escola a desfilar, novamente pelo segundo grupo do carnaval iguaçuano. Conquistou o título e a ascensão, apresentando um enredo sobre a Parintins, com um samba que foi bastante elogiado pela crítica. No ano seguinte, foi a quinta colocada do Carnaval.
Em 2010, sagrou-se campeã do Carnaval Iguaçuano. Por questões financeiras, não desfilou no ano seguinte, caindo imediatamente para o grupo de acesso. Retornou em 2014, com grupo único, onde obteve a quinta colocação. No ano seguinte o desfile foi cancelado devido a um acidente com vítimas fatais durante o início do desfile da Palmeirinha.
No ano de 2016 a Três Corações desfilou no grupo de avaliação (sexta divisão) do carnaval carioca, apresentando o enredo que apresentaria em sua cidade, no ano anterior, sobre motocicletas. Desde 2017 encontra-se afastada dos desfiles carnavalescos.

## Segmentos

### Presidentes
| Nome                      | Mandato      | Ref.  |
| ------------------------- | ------------ | ----- |
| Paulo Francisco de Barros | ?-atualidade | [ 2 ] |

### Diretores
| Ano  | Diretor de Carnaval | Diretor geral de harmonia | Mestre de bateria | Ref. |
| ---- | ------------------- | ------------------------- | ----------------- | ---- |
| 2016 |                     |                           | João Paulo        |      |

### Coreógrafo
| Ano  | Nome        | Ref. |
| ---- | ----------- | ---- |
| 2016 | Victor Hugo |      |

### Casal de Mestre-sala e Porta-bandeira
| Ano  | Nome | Ref. |
| ---- | ---- | ---- |
| 2016 |      |      |

### Corte de bateria
| Ano  | Rainha         | Madrinha | Ref.  |
| ---- | -------------- | -------- | ----- |
| 2011 | Soninha Capeta |          | [ 3 ] |

## Carnavais
| Ano                         | Colocação         | Grupo    | Enredo                                                                                | Carnavalesco | Intérprete | Ref   |
| --------------------------- | ----------------- | -------- | ------------------------------------------------------------------------------------- | ------------ | ---------- | ----- |
| 2009                        | Vice-campeã       | Acesso   | Parintins - A festa vai começar                                                       |              |            |       |
| 2010                        | 5º lugar          | Especial | A Terra nossa de cada dia                                                             |              |            |       |
| 2011                        | Campeã            | ÚNICO    | Parabéns Pra Você Compositores:Crispim, Zezé, Zeca, Paulinho TJ, e Darlene do Cobrex. |              | Bico Doce  |       |
| Não desfilou em 2012 e 2013 |                   |          |                                                                                       |              |            |       |
| 2014                        | 5º lugar          | ÚNICO    | Sou Tupinambá, Tenho Orgulho de Dizer Sou Índio, Sou Guerreiro e Sou Forte Pra Valer  | Toni Bastos  |            |       |
| 2015                        | Desfile cancelado | Especial | Sonho e liberdade, emoção em duas rodas                                               | Toni Bastos  | Maninho    |       |
| 2016                        | 9º lugar          | E        | Sonho e liberdade, emoção em duas rodas                                               | Wany Araújo  | Maninho    | [ 4 ] |